# Myiarchus apicalis
El copetón apical o atrapamoscas apical (Myiarchus apicalis) es una especie de ave paseriforme de la familia Tyrannidae perteneciente al numeroso género Myiarchus. Es endémico de Colombia. 

## Distribución y hábitat
Se distribuye por la parte alta de cuatro ríos del centro oeste de Colombia: el valle del Cauca (en los departamentos de Valle y Cauca; también en Antioquia), en la pendiente del Pacífico en los valles áridos del alto río Dagua (en Valle), alto río Patía (en Nariño y en el valle del río Calima), y en el valle del Magdalena (en Santander y Boyacá al sur hasta Huila).
Esta especie es considerada poco común en sus hábitats naturales: los bosques en galería, matorrales áridos y áreas agriculturadas. Prefiere regiones áridas. Principalmente por debajo de los 1700 m de altitud.

## Sistemática

### Descripción original
La especie M. apicalis fue descrita por primera vez por los zoólogo británicos Philip Lutley Sclater y Osbert Salvin en 1881 bajo el mismo nombre científico; su localidad tipo es: «Bogotá; restringido posteriormente para Honda, Tolima, Colombia».

### Etimología
El nombre genérico masculino «Myiarchus» se compone de las palabras del griego «μυια muia, μυιας muias» que significa ‘mosca’, y «αρχος arkhos» que significa ‘jefe’; y el nombre de la especie «apicalis», en latín moderno significa ‘apical’, ‘de la punta’.

### Taxonomía
Es monotípica.